# Festivalbar 1999
Il trentaseiesimo Festivalbar si svolse durante l'estate del 1999 in 10 puntate, registrate presso Prato della Valle a Padova, Piazza del Popolo ad Ascoli Piceno, Piazza della Libertà a Ostuni, l'Arena Alpe Adria di Lignano Sabbiadoro e con la finale nel consueto scenario dell'Arena di Verona.
Venne condotto da Fiorello e Alessia Marcuzzi.
Il vincitore assoluto dell'edizione fu Jovanotti con la canzone ''Un raggio di sole'', mentre altri premi sono andati ad Alex Britti come rivelazione dell'anno, Biagio Antonacci (Premio Tour), Lou Bega (rivelazione straniera) e Zucchero che si è visto consegnare 10 dischi di platino per le vendite dell'album Bluesugar.
Fu la prima edizione con la direzione di Andrea Salvetti.

## Cantanti partecipanti
- Jovanotti - Un raggio di sole, Per te e L'ombelico del mondo
- Biagio Antonacci - Iris, Non vendermi e Quanto tempo e ancora
- Neja - The Game
- Anna Oxa e Chayanne - Camminando camminando
- Vengaboys - We're going to Ibiza
- Laura Pausini - La mia risposta
- Eiffel 65 - Blue (Da Ba Dee)
- Pooh - Dimmi di sì
- Anggun - Snow on the Sahara
- Sting - Brand New Day
- Pino Daniele - Cosa penserai di me/Neve al sole
- Alex Britti - Mi piaci
- The Cranberries - Promises e Animal Instinct
- Giorgia - Il cielo in una stanza, Girasole e Parlami d'amore
- Litfiba - Il mio corpo che cambia e Vivere il mio tempo
- Sixpence None the Richer - Kiss Me
- Davide De Marinis - Troppo bella
- Zucchero - You Make Me Feel Loved
- Luca Barbarossa - Musica e parole
- Miranda - Vamos a la playa
- Lene Marlin - Unforgivable Sinner
- Chayanne - Salomè
- Lucio Dalla - Ciao
- Red Hot Chili Peppers - Scar Tissue e Around the World
- 883 - Viaggio al centro del mondo
- Geri Halliwell - Look at Me e Mi Chico Latino
- Sasha - If You Believe
- Marina Rei - Scusa e L'allucinazione
- Nerio's Dubwork - Sunshine and happiness
- Antonella Ruggiero - Controvento e Inafferrabile
- Alexia - Goodbye
- Lou Bega - Mambo No. 5
- Mango - Amore per te
- Gianna Nannini - Notti senza cuore e Dimmi dimmelo
- Britney Spears - ...Baby One More Time
- Ricky Martin - Por arriba, por abajo e Livin' la vida loca
- Melanie G - Word Up!
- Sottotono - Mai più
- Piotta - Supercafone
- The Cardigans - Erase/Rewind
- Liquido - Narcotic
- Backstreet Boys - I Want It That Way
- Renato Zero - Si sta facendo notte
- Gary Barlow - Stronger
- Enrique Iglesias - Bailamos
- Boyzone e Max Pezzali (883) - You Needed Me/Tenendomi
- Prezioso feat. Marvin - Tell Me Why
- Carmen Consoli - Eco di sirene
- The Soundlovers - Mirando el mar
- Massimo Di Cataldo - Non ci perderemo mai
- Cartoons - Witch Doctor e Doo-Dah!
- Rosana - Pa' calor
- 5ive - Until the Time Is Through
- Jessica - How Will I Know (Who You Are)
- Elio e le Storie Tese - Discomusic
- Roxette - Wish I Could Fly e Anyone
- Alabina - Loli, Lolita, Lola
- Fiorello - Vivere a colori

## Sigla
La videosigla di questa edizione sono le canzoni You Make Me Feel Loved di Zucchero e Neve al Sole di Pino Daniele.

## Organizzazione
- Mediaset

## Direzione artistica
- Andrea Salvetti

## Ascolti TV
| Puntata          | Telespettatori | Share  |
| ---------------- | -------------- | ------ |
| 2 giugno 1999    | 4.533.000      | 21,20% |
| 29 giugno 1999   | 3.723.000      | 18,22% |
| 27 luglio 1999   | 3.867.000      | 21,41% |
| 3 agosto 1999    | 3.211.000      | 18,31% |
| 7 settembre 1999 | 4.833.000      | 22,15% |